# Еберхард III фон Бройберг
Еберхард III фон Бройберг (на немски: Eberhard II von Breuberg; Eberhard II von Reiz-Breuberg; * ок. 1285; † 19 април 1323) е благородник от Бройберг в Оденвалд, фогт във Ветерау.

## Произход и управление
Той е единственият син на Герлах фон Бройберг († сл. 1305), фогт във Ветерау, и съпругата му Лукардис († сл. 5 февруари 1306). Внук е на Еберхард фон Бройберг († 1286) и Мехтилд фон Бюдинген († сл. 1274), дъщеря на Герлах II фон Бюдинген, бургграф на Гелнхаузен († 1245/1247) и графиня Мехтхилд фон Цигенхайн († 1229).
Еберхард III е фогт във Ветерау при трима крале или императори, първо при Албрехт I, след това при Хайнрих VII и накрая при Лудвиг IV. Той е между князете и благородниците, които Лудвиг IV привлича към себе си още преди да бъде избран за крал през 1314 г. и които след това му остават верни.
Лудвиг му дава задачата да пази град Франкфурт и неговите привилегии и през 1317 г. заверява даренията му в Грюндау и Заалхоф във Франкфурт на Майн с принадлежащите към това права за риболовството и корабните пътувания.

## Фамилия
Еберхард III фон Бройберг се жени на 20 март 1308 г. за Мехтилд фон Валдек (* ок. 1287; † сл. 16 януари 1340), дъщеря на граф Ото I фон Валдек († 1305) и ландграфиня София фон Хесен († сл. 1331), дъщеря на ландграф Хайнрих I фон Хесен. Те имат три деца:
- Герлах фон Бройберг (умира млад)
- Елизабет фон Бройберг (* ок. 1296; † 1358), омъжена ок. 1321 г. за граф Рудолф IV фон Вертхайм († 6 януари 1355)
- Луитгард фон Бройберг (* 1310; † сл. 1365), омъжена I. 1326 г. за Конрад V фон Вайнсберг Млади († 1328), II. 1328 г. за Готфрид V фон Епщайн († 1336/1341)

Той завещава собственостите си във Фулда на съпругата си, дъщерите им и техните съпрузи и техните мъжки наследници.